# Leioproctus speculiferus
Leioproctus speculiferus är en biart som först beskrevs av Cockerell 1921.  Leioproctus speculiferus ingår i släktet Leioproctus och familjen korttungebin. Inga underarter finns listade i Catalogue of Life.

## Bildgalleri

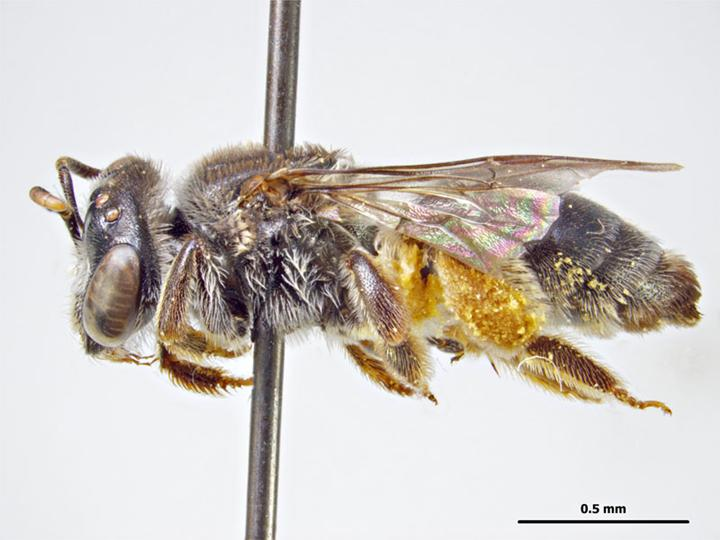
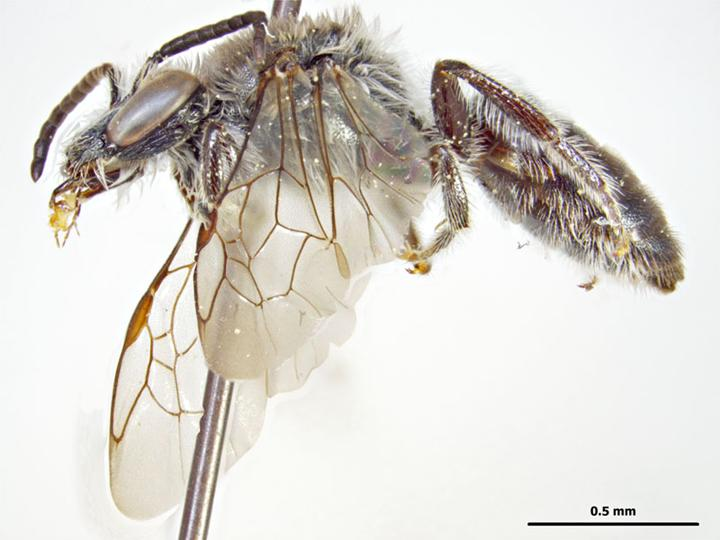